# 휘스트

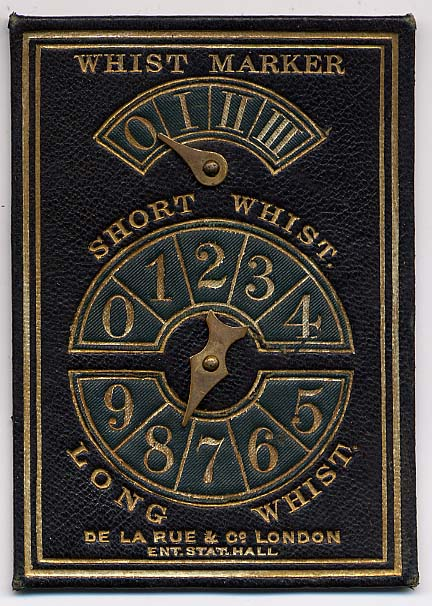

휘스트(Whist)는 4명이서 플레이하는 카드 게임으로, 2명씩 2팀으로 나뉘어 승부를 겨룬다.

## 같이 보기
- 콘트랙트 브리지
- 스카트 (카드 게임)